# Pablo Ríos Freire
Pablo Ríos Freire (El Tiemblo, Ávila, España, 22 de abril de 1985) es un entrenador de fútbol español que actualmente está en busca de nuevos proyectos después de entrenar los últimos 5 años en Lituania (Temporadas 2021-2023)  y China (Temporada 2024-2025) respectivamente.

## Trayectoria
Pablo es licenciado en Ciencias de la Actividad Física y el Deporte, Diplomado en Educación Física y experto en Coaching Deportivo, además de poseer el título de entrenador UEFA Pro, Comenzó su formación en los banquillos en escuelas del futbol del Atlético de Madrid en 2007 y en la temporada siguiente pasó al CD Leganés, en el que trabajó desde 2008 a 2010.
En 2010, firma como entrenador del CD Nuevo Boadilla en el que trabajó durante dos temporadas.
En 2012, ingresa en las categorías inferiores del Getafe CF para trabajar en sus equipos de fútbol base desde 2012 a 2015.
En 2015 se marcharía a China para trabajar en las canteras de varios clubs como entrenador de los equipos juveniles del PS United, Sichuan Jiuniu Football Club, Wenzhou Provenza y Chongqing Liangjiang Athletic, donde permanecería durante 5 años.
En 2020, tras estallar el covid regresa a España.
En 2021, firma como entrenador del Be1 NFA de la 2 Lyga, la tercera división lituana. Al término de la temporada logra el ascenso a la 1 Lyga, la segunda división lituana, ganando 14 de los 15 partidos disputados bajo sus órdenes.
En 2022 lleva al equipo recién ascendido hasta la 4.ª posición, siendo el equipo con menos goles encajados de la liga con 19 en 30 partidos y siendo la plantilla más joven con diferencia de la competición con 18,3 años de media. Terminando con 15 partidos ganados, 12 empatados y solo 3 perdidos. Equipo con 16 partidos seguidos sin perder, imbatido en casa y con 15 porteras a cero de 30 partidos.
En 2023 comenzaría la temporada, llegando a un acuerdo con el club al final de la primera vuelta  para rescindir contrato donde finalmente al final de la misma, jugaría los play off de ascenso a primera division Lituana (A-Lyga)
En 2024 ficharía de nuevo por un  club Chino, Nantong Zhiyun FC, equipo de la primera división de China (Chinese Super League) como preparador Físico del equipo U21 donde finalmente terminaría como entrenador principal, llevando al equipo a su primera clasificación para la Liga Nacional U21 (Chinese Championship U21) y promocionando 5 jugadores con ficha profesional para el primer equipo.
En 2025 comenzaría la temporada como entrenador asistente del primer equipo en segunda division China (China League one) y donde en el mes de marzo llegaría a un acuerdo con el club para rescindir el contrato en busca de nuevas oportunidades.

## Clubes

### Como entrenador
| Club                                             |  | País     | Año       |
| ------------------------------------------------ |  | -------- | --------- |
| Atlético de Madrid (Fútbol Base)                 |  | España   | 2007-2008 |
| CD Leganés (Fútbol Base)                         |  | España   | 2008-2010 |
| CD Nuevo Boadilla                                |  | España   | 2010-2012 |
| Getafe CF (Fútbol Base)                          |  | España   | 2012-2015 |
| PS United (Juvenil)                              |  | China    | 2015-2016 |
| Sichuan Jiuniu Football Club (Preparador físico) |  | China    | 2016-2017 |
| Wenzhou Provenza (Juvenil)                       |  | China    | 2017-2018 |
| Chongqing Liangjiang Athletic (Juvenil)          |  | China    | 2018-2020 |
| Be1 NFA                                          |  | Lituania | 2021-2023 |
| Nantong Zhiyun FC                                |  | China    | 2024-2025 |